# جویس جیمسون
جویس جیمسون (انگلیسی: Joyce Jameson؛ ۲۶ سپتامبر ۱۹۳۲ – ۱۶ ژانویهٔ ۱۹۸۷) یک هنرپیشه اهل ایالات متحده آمریکا بود. وی بین سال‌های ۱۹۵۱ تا ۱۹۸۴ میلادی فعالیت می‌کرد.

## گزیدهٔ آثار

### سینما
- مسابقه مرگ ۲۰۰۰ (۱۹۷۵)
- تقسیم (۱۹۶۸)
- بالکن (۱۹۶۳)
- آپارتمان (۱۹۶۰)

### تلویزیون
- باره‌تا (۱۹۷۶)
- آیرن‌ساید (۱۹۷۱)
- آلفرد هیچکاک تقدیم می‌کند (۱۹۶۳)
- اندی گریفیت شو (۱۹۶۵–۱۹۶۲)

## پیون به بیرون
- جویس جیمسون در بانک اطلاعات اینترنتی فیلم‌ها (IMDb)
- جویس جیمسون در بانک اطلاعات اینترنتی برادوی